# باربرا بيرغر
باربرا بيرغر (بالإنجليزية: Barbara Berger)‏ هي لاعب كرة قاعدة أمريكية، ولدت في 6 ديسمبر 1930 في مايوود في الولايات المتحدة، وتوفيت في 27 يناير 2016 بسبب مرض.